# Luigi Séguy
Luigi Séguy, né le 16 octobre 1975, est un pilote de motocross français.

## Palmarès
- Champion de France Elite 2000 et 2001
- 4e au championnat du monde 125 cm3 en 2001
- Motocross des nations avec la France en 2001.